# Straßenbahn Nischni Nowgorod
Die Straßenbahn Nischni Nowgorod betreibt heute in der Stadt insgesamt 16 Linien auf einem Breitspur-Gleisnetz.

## Geschichte

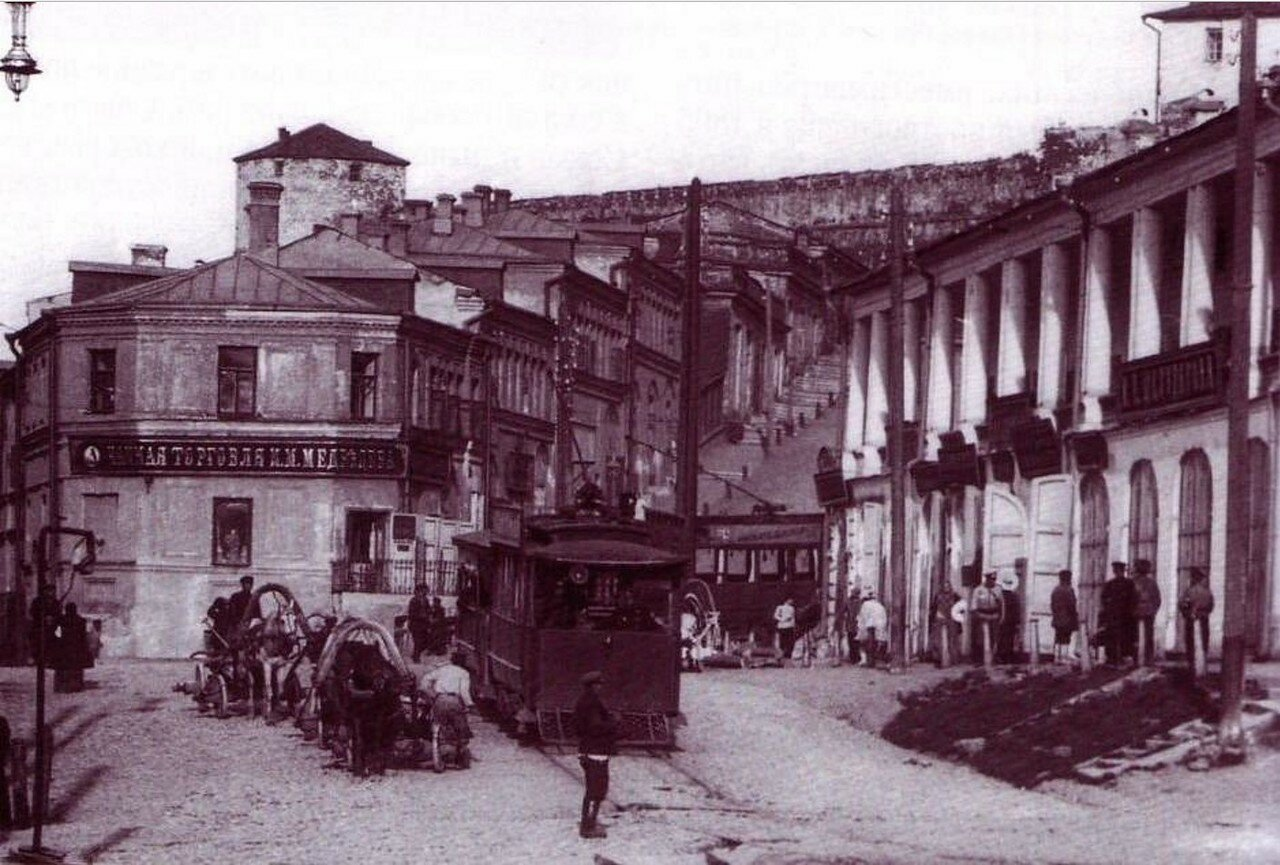
Lampenstraßenbahn der Putilov-Fabrik am Skoba-Terminal in Nischni Nowgorod

Schema der Straßenbahnlinien im Jahr 1896

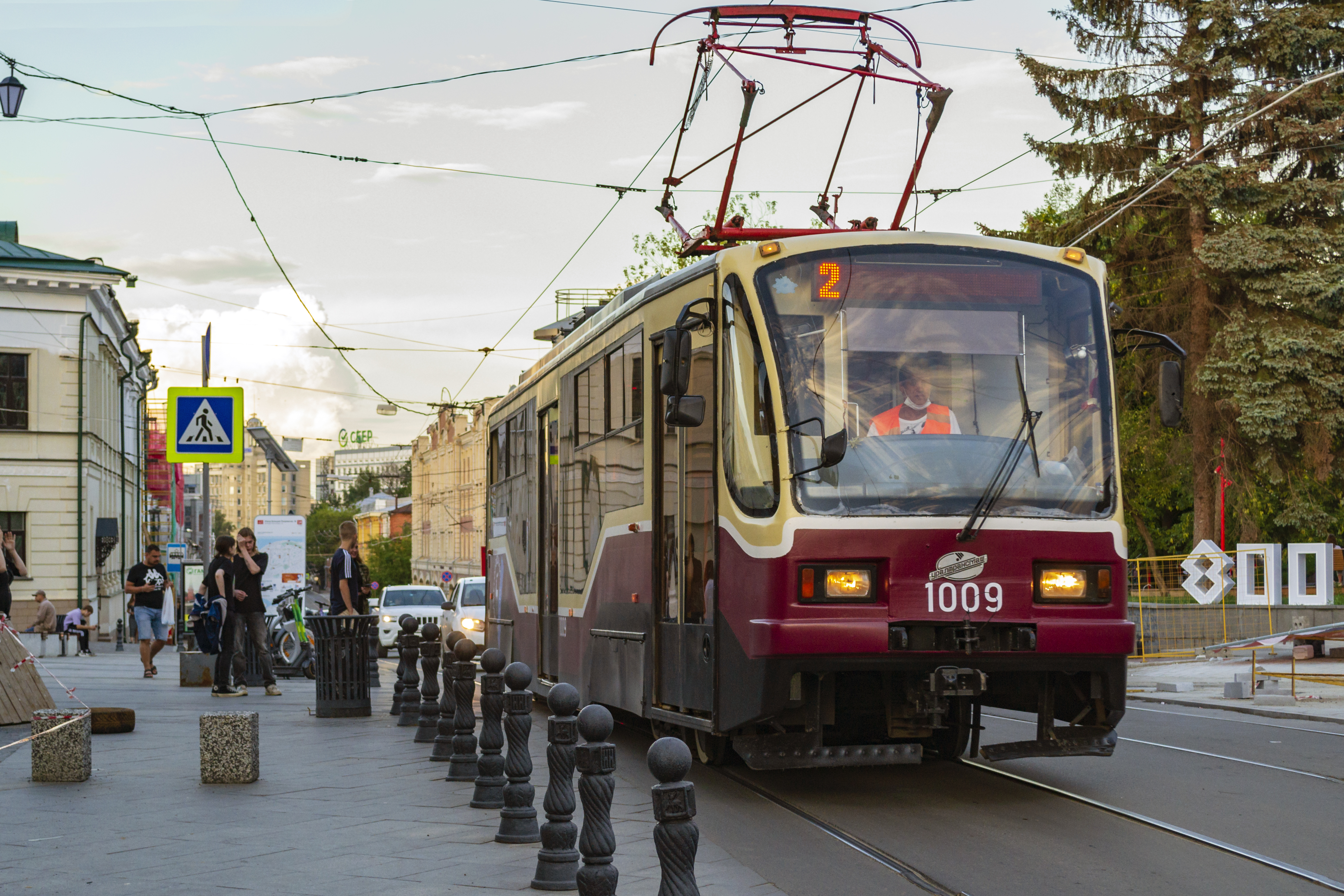
UTM-7 in Nischni Nowgorod

Die Geschichte der Straßenbahn begann mit einem inoffiziellen Wettstreit dreier Unternehmen. Am 15. Mai 1895 schloss die Firma Hartmann & Co einen Vertrag mit der Stadt für den Bau von zwei Linien. Im Sommer des gleichen Jahres handelte auch Siemens & Halske einen Vertrag mit der Stadt aus. Hinzu kam dann noch die Firma Podobedow & Co, die ebenfalls eine Bahn baute. Siemens stellte am 20. Mai 1896 als erste die Strecke fertig und eröffnete sie am 21. Juni. Diese Bahn, die zum Gelände der Allrussischen Industrie- und Handwerksausstellung führte, wurde nach dem Ende der Ausstellung wieder geschlossen. Allerdings wurde sie ein Jahr später, nachdem die Gleise und Oberleitungen bereits demontiert worden waren, an gleicher Stelle wieder aufgebaut, jedoch nicht ganz bis zum damaligen Ausstellungsgelände.
Ebenfalls am 21. Juni 1896 eröffnete Hartmann & Co ihre beiden meterspurigen Linien vom Minin-Poscharski-Platz bis zum heutigen Gorki-Platz. Die Linie in der Oberstadt war 3,7 km und die in der Unterstadt 1,4 km lang. Beide Linien waren an ihren Endstationen mit zwei Aufzügen, dem Kremlewski-Elevator und dem Pochwalinski-Elevator, verbunden. Die Bahn von Podobedow & Co mit 750 mm Spurweite befuhr den Bogenabschnitt durch das Messegelände.
Am 16. Juni 1897 wurde durch Siemens & Halske als erstes die Oka überquert. Diese Strecke mit einer Spurweite von 1520 mm wies eine Länge von 3,5 km auf und verlief vom Moskauer Bahnhof bis zur heutigen Skobe.

1897 wurden die Bahnen von Hartmann in Russische Gesellschaft der elektrischen Bahnen und Beleuchtung umbenannt. Diese übernahm 1898 auch die Bahnen von Siemens & Halske und war somit alleiniger Betreiber der Straßenbahnen in Nischni Nowgorod.

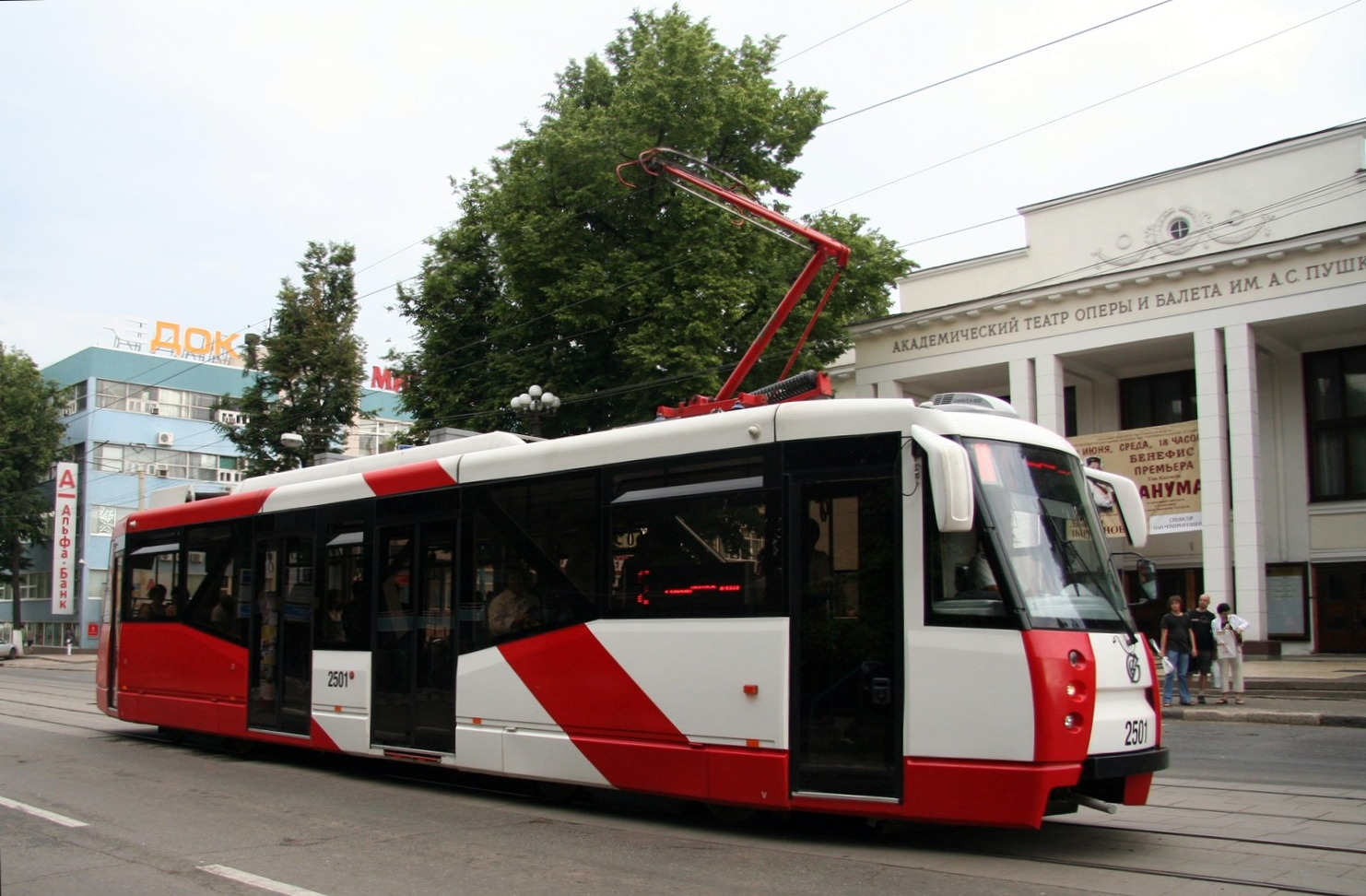
PTMS 71-153 der Straßenbahn Nischni Nowgorod

1901 wurde die Strecke zwischen Pochwalinski und Ostrohnaja und 1902 zwischen Kremlewsko und Monastyrnja eröffnet. Die Linie in der Oberstadt wurden zudem auf 11,5 Kilometer verlängert. Da die Bahnen zwei unterschiedliche Spurweiten aufwiesen, entschloss man sich ab 1910 zur Umspurung aller Strecken auf die russische Breitspur von 1.524 mm. Diese Arbeiten waren 1923 abgeschlossen und umfassten auch die zwischen 1908 und 1918 betriebene Pferdebahn.

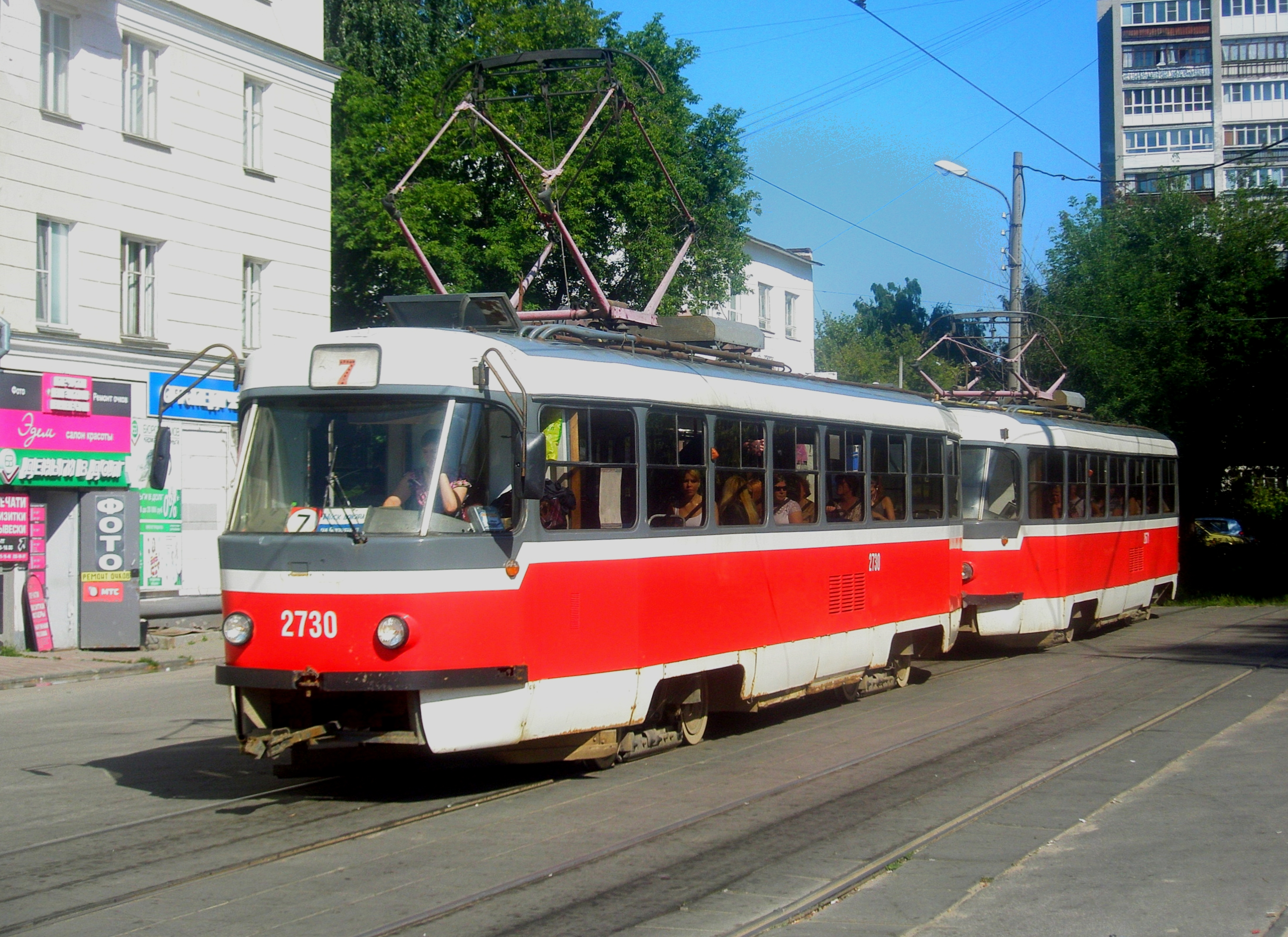
Tatra-T3 in Nischni Nowgorod

Am 8. Oktober 1914 kaufte die Stadt die Bahn für 1.200.000 Rubel auf. Mit der Oktoberrevolution kam am 1. Mai 1919 das vorläufige Aus für die Bahn. Der Betrieb konnte erst am 3. August 1923 wieder aufgenommen werden. Am 10. Oktober 1927 wurde dann die Verbindung zwischen der Bahn in der Unter- und Oberstadt geschlossen. Damit war das Netz auf 21,3 Kilometer angewachsen.
Die Straßenbahn verkehrte bis 1930 mit den Wagen der ersten Stunde. Erst in diesem Jahr wurden 30 neue Fahrzeuge aus dem Werk in Mytischtschi bei Moskau (heute: Metrowagonmasch) angeschafft. 24 weitere Wagen folgten 1932.
In diesem Jahr wurde in der Stadt in Zusammenarbeit mit Ford auch das noch heute existierende Gorkowski Awtomobilny Sawod gebaut. Am 1. April 1933 eröffnete die rund sieben Kilometer lange Strecke dorthin. Bis 1935 wuchs das Netz auf insgesamt 98,5 Kilometer an.
Mit dem Überfall des Deutschen Reiches auf die UdSSR wurden die meisten Angestellten der Bahn zur Armee eingezogen. Ihre Plätze wurden durch Frauen übernommen. Hinzu kam noch die allgemeine Energieknappheit. So war man gezwungen, die Heizungen in den Fahrzeugen abzustellen. Keiner der insgesamt neun Luftangriffe auf die Stadt verursachte Schäden an der Straßenbahn.

### Nachkriegszeit
Nach dem Ende des Krieges wuchs das Netz in den 1950er Jahren weiter. Bis 1960 wurden weitere 31 Kilometer Strecken gebaut und das Liniennetz auf 18 Relationen erweitert. Bis 1965 wurde das Netz bis auf 160,3 Kilometer erweitert. Hinzu kam am 20. Dezember 1968 ein neues Depot, das die meisten der bis 1971 vorhandenen Fahrzeuge aufnehmen konnte.
Ab diesem Zeitpunkt bekam die Straßenbahn die Konkurrenz des Busses zu spüren. So wurden keine Neubaustrecken mehr umgesetzt und eine bereits in Bau befindliche Querung auf einer neuen Brücke über die Oka nicht fertiggestellt. Ab 1977 kam schließlich die Metro als weiterer Konkurrent hinzu. Ab den 1980er Jahren wurden wieder Neubauprojekte in Angriff genommen. Dann traten mit dem Beginn der Perestroika neue, vor allem wirtschaftliche, Probleme auf. Diesen konnte mit der Umgestaltung des Netzes 1992 in weiten Bereichen begegnet werden, da es gelang, die notwendige Anzahl der Wagen zu reduzieren.
Heute hat die Straßenbahn rund 5000 Beschäftigte und verfügt über ein Netz mit einer Länge von etwa 198 Kilometern, das mit 387 Fahrzeugen befahren wird. Um die finanzielle Lage des Betriebes zu verbessern, werden fast alle Wagen zu Werbezwecken eingesetzt. Um auch dort die Kosten so gering wie möglich zu halten, werden die Wagen von Angestellten in Handarbeit bemalt.
Siehe auch: Liste der Städte mit Straßenbahnen